# Ehrenabzeichen für Schwerkriegsverletzte des Krieges 1915–1918
Liberale Ära (1861–1922)Das Ehrenabzeichen für Schwerkriegsverletzte 1915–1918 war eine Auszeichnung des Königreiches Italien, welche im Zuge des Ersten Weltkrieges per Dekret durch König Viktor Emanuel III. von Italien gestiftet wurde. Die Verleihung erfolgte an all jene Angehörigen der italienischen Streitkräfte, die im Verlauf des Ersten Weltkrieges schwerstverwundet oder durch den Verlust eines oder mehrerer Gliedmaßen beschädigt wurden. 
Das silberne Abzeichen mit einer Höhe von ca. 35 mm und einer Breite von 30 mm hat die Form eines unregelmäßigen Schildes in dessen Mitte auf einem Medaillon die Inschrift: MUTILATO IN GUERRA 1915-18 (Verstümmelung im Krieg) zu lesen ist. Es sind auch Exemplare mit den Jahreszahlen 1915-16 oder 1915-17 bekannt. Umschlossen wird dieses Medaillon von zwei Zweigen, deren linker ein Lorbeer- und der rechte ein Eichenlaubzweig ist. Ihr unterer Kreuzpunkt wird vom Wappen Italiens mit Königskrone zusammengehalten. Zwischen ihren oberen Hälften ist ein fünfzackiger Stern mit ausgehenden Strahlen abgebildet. Die Rückseite ist dagegen glatt und trägt eine waagerecht verlötete Nadel mit Gegenhaken. Getragen wurde dieses Abzeichen wie das deutsche Verwundetenabzeichen auf der linken Brusttasche des Beliehenen.